# 구미소방서
구미소방서(龜尾消防署, Gumi Fire Station)는 경상북도 구미시를 관할하는 경상북도 소방본부 산하의 소방서이다.
소방서장은 소방정으로 보한다.

## 연혁
- 1975년 4월 30일: 구미소방서 개서
- 1998년 6월 29일: 칠곡소방서 분리

## 조직
| - 소방행정과 - 소방행정팀 - 예산장비팀 | - 예방안전과 - 예방홍보팀 - 시설지도팀 | - 대응구조구급과 - 대응총괄팀 - 구조구급팀 - 대응1·2·3팀 |

## 관할센터 및 관할구역
구미소방서는 10개의 119안전센터와 1개의 구조구급센터를 산하에 두고 있다.
| 명칭                       | 사진 | 주소                    | 관할구역                                        | 지역대 |
| -------------------------- | ---- | ----------------------- | ----------------------------------------------- | ------ |
| 공단119안전센터            |      | 수출대로 112            | 공단1·2동, 신평1·2동, 비산동                    |        |
| 원평119안전센터            |      | 산업로 174              | 원평1·2동, 도량동, 선주원남동 일부, 양호동 일부 |        |
| 인동119안전센터            |      | 이계북로 147            | 인동동, 진미동                                  |        |
| 선산119안전센터            |      | 선산읍 선산대로 1400-13 | 선산읍, 무을면, 옥성면                          |        |
| 고아119안전센터            |      | 고아읍 선산대로 821     | 고아읍                                          |        |
| 송정119안전센터            |      | 송원동로 10             | 형곡1·2동, 선주원남동 일부, 송정동 일부         |        |
| 해평119안전센터            |      | 해평면 강동로 1663      | 해평면, 도개면, 장천면, 산동면 일부             |        |
| 상림119안전센터            |      | 상림로 45               | 상모사곡동, 임오동 일부, 광평동                 |        |
| 옥계119안전센터            |      | 산동면 산동대로41길 4   | 양포동, 산동면 봉산리                           |        |
| 봉곡119안전센터            |      | 봉곡동로 48             | 선주원남동 일부                                 |        |
| 구미소방서 119구조구급센터 |      | 수출대로 112            | 경상북도 구미시 일원                            |        |

## 사건사고
- 2012년 구미 가스 누출 사고

## 같이 보기
- 대한민국 소방청
- 대한민국의 소방
- 소방관 계급